# Chordophora celaenephes
Chordophora celaenephes är en fjärilsart som beskrevs av Turner 1917. Chordophora celaenephes ingår i släktet Chordophora och familjen mätare. Inga underarter finns listade i Catalogue of Life.